# Oberstockstall
Oberstockstall ist eine ehemalige Gemeinde und nunmehr Ortschaft und Katastralgemeinde der Marktgemeinde Kirchberg am Wagram im Bezirk Tulln in Niederösterreich. Die Ortschaft hat 197 Einwohner (Stand 1. Jänner 2024). Bis Ende 1967 war Oberstockstall eine eigenständige Gemeinde.

## Geographie
Oberstockstall liegt im Tal des Gießgrabens, der sich knapp oberhalb des Ortes mit den Wiesengraben vereinigt. Durch den Ort führt die  Landesstraße 46, die von Altenwörth nach Hohenwarth führt und von der am Ortsausgang die Landesstraße L27 in Richtung Ruppersthal abzweigt.

## Geschichte
Stockstall wurde urkundlich erstmals um 1133/38 als Stochistalle erwähnt.
Das Gut Oberstockstall war im Mittelalter ein Wirtschaftshof des Bistums Passau und wurde 1548 von Kanonikus Christoph von Trenbach als Herrschaftssitz ausgebaut. Kurze Zeit war Oberstockstall sogar Sitz des Bezirksamtes des Gerichtsbezirks Oberstockstall.
Laut Adressbuch von Österreich waren im Jahr 1938 in der Ortsgemeinde Oberstockstall ein Bäcker, zwei Binder, zwei Gastwirte, zwei Gemischtwarenhändler, eine Obst- und Gemüsehandlung, ein Rohproduktehändler, ein Schmied, ein Schneider und zwei Schneiderinnen, ein Schuster, zwei Trafikanten, ein Tischler, ein Weinsensal und einige Landwirte ansässig.
Mit 1. Jänner 1968 wurden im Zuge der Niederösterreichischen Kommunalstrukturverbesserung die bis dahin selbständigen Gemeinden Dörfl, Engelmannsbrunn, Kollersdorf, Mallon, Mitterstockstall, Neustift im Felde, Oberstockstall, Unterstockstall und Winkl nach Kirchberg am Wagram eingemeindet.